# Аморос, Франсиско
Франсиско Аморос-и-Ондеано маркиз Сотело (исп. Francisco Amoros; 19 февраля 1767, Валенсия, Испания — 8 августа 1848, Париж, Франция) — испанский военный, политический и государственный деятель, педагог, организатор физического воспитания в Испании и Франции. Один из пионеров гимнастики и физического воспитания, создатель французского метода физического воспитания, автор оригинальной методики обучения.

## Биография
Родился в дворянской семье полковника испанской армии. Учился в коллегии Сан-Изидор (Мадрид). С 9-летнего возраста был причислен к королевской армии, как кадет. С 17 лет служил в полку в Кордове при короле Карле IV. В 1794 году получил звание капитана. Участвовал в военной кампании в Пиренеях. В награду за свои услуги был произведён королём в полковники пехоты, а также назначен министром Совета по делам Индий.Тогда же король Карлос IV назначил его воспитателем наследника престола. Во время вторжения Франции в Испанию Жозеф Бонапарт назначил Амороса генеральным интендантом полиции (1808), а впоследствии министром внутренних дел.
В 1813 году Франсиско Аморос, который во многих источниках упоминается как «профранцузски настроенный», был назначен мировым судьёй города Сан-Себастьян.
Основал военно-гимнастическую школу в Мадриде.
В 1814 году после поражения Наполеона и вывода французских войск Аморос был вынужден переселиться во Францию, где преподавал гимнастику.
Автор многих статей по гимнастике.
В 1819 году организовал «Нормальную гимнастическую гражданскую и военную школу». 1829 году был назначен инспектором по физической подготовке военно-учебных заведений Франции.
В 1830 году выпустил «Руководство по физическому, гимнастическому и моральному воспитанию». Созданная им система гимнастики получила название «естественно-прикладной». После участия гимнастов в Июльской буржуазной революции 1830 года был устранён от руководства физической подготовкой армии и основанной им школы (1832), после чего открыл на свои средства гимнастический зал в Париже.
Аморос считал, что целью гимнастики является улучшение здоровья, продление жизни, увеличение силы и изобилия как отдельных граждан, так и общества в целом.
Предложил свою классификацию гимнастики:
- гражданская (для всех профессий);
- военная (для сухопутных войск и флота);
- медицинская (гигиеническая, терапевтическая, ортопедическая);
- акробатическая.

## Награды
- Лауреат научной Монтионовской премии (1835), присуждаемой французской академией наук
- Кавалер (с 1826), офицер (с 1834) ордена Почётного легиона